# Morgoth (Band)
Morgoth war eine Death-Metal-Band aus Meschede. Die Band war neben Atrocity die einzige deutsche Death-Metal-Band, die in den 1990er Jahren auch international auf sich aufmerksam machen konnte. Der Bandname entstammt dem Universum J. R. R. Tolkiens, in dem Morgoth das Böse verkörpert.

## Bandgeschichte
Gegründet wurde die Band 1985 unter dem Namen Exterminator, anschließend benannte sie sich in Minas Morgul (ebenfalls aus Tolkiens Der Herr der Ringe) und kurz darauf in Morgoth um. Nach einem Demo erhielt die Band einen Vertrag bei Century Media. Dort veröffentlichte man zwei EPs, bevor dann im Jahr 1991 das Debütalbum Cursed erschien. Mit ihrem simplen aber effektiven Death Metal konnte die Band bald auch internationale Erfolge verzeichnen. 1990 tourte die Band gemeinsam mit Obituary als Co-Headliner und Demolition Hammer durch Europa. Im Anschluss an die Tour stieß Sebastian Swart – zuvor Gitarrist bei Dark Millennium – zur Besetzung und übernahm dort den Basspart von Marc Grewe, welcher sich fortan ausschließlich auf den Gesang konzentrierte. 1993 wurde dann das zweite Album Odium veröffentlicht. Die Band hatte in dieses Album moderne Elemente einfließen lassen und ging musikalisch anspruchsvollere Wege, jedoch konnten viele Fans diese Entwicklung nicht nachvollziehen.
Das Album Feel Sorry for the Fanatic (1996) entfernte sich noch weiter vom Death Metal früherer Tage. Die Songs waren strukturell rockiger, in gemäßigterem Tempo als die meisten frühere Werke, aber nicht weniger aggressiv. Vielmehr entwickelte die Band eine neue Form der Härte mit teils Industrial-artigen, teils sphärischen Soundelementen (z. B. Flanger) und zeichnete so eine düstere Endzeitstimmung. Es sind stilistische Ähnlichkeiten zum 1995er Album X-territorial von Power of Expression erkennbar, was nicht verwundert, denn Marc Grewe war auch in dieser Band als Sänger aktiv. Von vielen Fans wurde das Album nicht gut aufgenommen, auch die Verkäufe blieben hinter den Erwartungen zurück. Einige Kritiker hingegen halten Feel Sorry for the Fanatic für das reifste, eigenständigste und anspruchsvollste Werk von Morgoth. Die Band löste sich 1998 auf.
Sänger Marc Grewe war außerdem noch bei der schwedischen Band Comecon als Gastsänger aktiv. Er und Sebastian Swart gründeten mit einigen weiteren Musikern die Band Action Jackson, die bis 2005 aktiv war. Anschließend sang Marc Grewe in der Berliner Band Suicide by Cop, die er mit dem Action Jackson Bassisten Thilo Mellies sowie Mark „Schrod“ Schröder (Infront / Anticops / Postmortem – jetzt Protection of Hate) nach deren Auflösung gründete. Mittlerweile singt Grewe bei der Band Insidious Disease. Weitere Mitglieder sind Sven Atle Kopperud (alias Silenoz), Jon Øyvind Andersen (alias Jardar), Shane Embury und Tony Laureano.
Im Dezember 2010 kündigte Morgoth zum 20-jährigen Jubiläum des Cursed-Releases einige Festival-Shows für das folgende Jahr an. In der Besetzung Marc Grewe (Gesang), Harry Busse (Gitarre), Sebastian Swart (Gitarre), Sotirios Kelekidis (Bass, Sinew, ex-Force Trankill) und Marc Reign (Schlagzeug, ex-Destruction) formierte sich die Band daraufhin neu und trat 2011 unter anderem auf dem Rock Hard Festival und dem Wacken Open Air auf. Die Band sprach von einem Comeback und spielte 2012 weitere Konzerte. Im Rahmen der Jubiläumstour wurde die Show beim Festival Way of Darkness im Oktober 2011 in Lichtenfels aufgezeichnet und erschien am 22. Juni 2012 als DVD und Live-Album unter dem Titel Cursed to Live.
Im Oktober 2012 verkündete die Band, nach letzten Auftritten im Dezember 2012 eine Auszeit auf unbestimmte Zeit nehmen zu wollen. Eine Reunion sei ursprünglich nie geplant gewesen, sondern lediglich eine Jubiläumstour auf ausgewählten Festivals. Gleichzeitig schloss die Band vereinzelte Aktivitäten für 2013 nicht aus.
Im Jahr 2014 war die Band Vorgruppe der britischen Death-Metal-Band Bolt Thrower auf deren Europatour und für das Frühjahr 2015 ist ein neues Studioalbum in Arbeit. Ende 2014 verließ Sänger Marc Grewe die Band, für ihn kam Karsten Jäger (Disbelief).
Am 30. März 2015 veröffentlichten sie ein neues Album mit dem Titel Ungod, zeitgleich wurde die offizielle Bandbiographie unter dem Titel „Morgoth Uncursed - The Morgoth Chronicles“ in der Edition Roter Drache veröffentlicht. Niedergeschrieben hat diese im Auftrag der Band und des Verlags der promovierte Historiker Christian Krumm.
Im Dezember 2020 gab die Band via Facebook ihre erneute Auflösung bekannt.

## Diskografie
- 1988: Pits of Utumno (Demo)
- 1989: Resurrection Absurd (EP)
- 1990: The Eternal Fall (EP)
- 1991: Cursed
- 1993: Odium
- 1996: Feel Sorry for the Fanatic
- 2005: 1987–1997: The Best of Morgoth (Best-of-Album)
- 2012: Cursed to Live (Live-Album und DVD)
- 2014: God Is Evil (Single)
- 2015: Ungod